# Ластуни (Тулћа)
Ластуни (рум. Lăstuni) насеље је у Румунији у округу Тулћа у општини Михаил Когалничану. Oпштина се налази на надморској висини од 17 m.

## Становништво
Према подацима из 2002. године у насељу је живело 601 становника, од којих су сви румунске националности.